# Ekkehardo I
Ekkehardo I ( Thurgau, 910-San Galo,  14 de enero de 973) fue un monje y escolástico de la Abadía de San Galo autor de la epopeya Waltharius.

## Biografía
Nacido en una familia noble, fue educado en la abadía de San Galo, donde entró a formar parte de la orden benedictina, para después cubrir el papel de deán.
Durante una peregrinación a Roma conoció al papa Juan XII, el cual le mostró las reliquias de Juan el Bautista. Su carrera eclesiástica se cerró cuando, de vuelta a san Galo, rechazó el cargo de abad, en lugar del difunto Kralo. En cambio, fue brillante su carrera literaria: escribió el poema épico Waltharius, que tiene de protagonista a Walter de Aquitania, legendario rey visigodo, y que tuvo un enorme éxito en todo el Medioevo, así como numerosos himnos religiosos y secuencias.
Es también el autor del epílogo a la Vita di santa Viborada, escrita por Erimanno de san Galo. La redacción del texto fue a consecuencia de la curación del autor de una grave enfermedad, que habría tenido lugar gracias a la intercesión de la santa, muerta sólo medio siglo antes, por la cual él había hecho voto de escribir una biografía sobre ella. La redacción fue solicitada por el obispo de la diócesis de Augsburgo Ulrico.